# Albeluvissolo
O Albevissolo é um solo ácido que é encontrado nos trópico de câncer e 
Trópico de capricórnio. É um solo de baixa fertilidade, rico em argilominerais capazes de reter os elementos químicos necessários ao metabolismo vegetal.  É encontrado em poucos países sendo eles o Brasil, Estados Unidos, Austrália, África do Sul, o Norte da África, Israel, 
Arábia Saudita, Afeganistão, Paquistão, Índia e China.